# Chardonneret à menton noir
Spinus barbatus
Espèce
Synonymes
- Fringilla barbata Molina, 1782 (protonyme)
- Carduelis barbata (désuet)

Répartition géographique
Statut de conservation UICN

 LC  : Préoccupation mineure
Le Chardonneret à menton noir (Spinus barbatus, anciennement Carduelis barbata) est une espèce de passereaux de la famille des fringillidés (ou Fringillidae).

## Alimentation
Woods (1982) avait décrit l’alimentation dans l’archipel des Malouines. Il signalait que l’espèce se nourrissait surtout de graines de plantes herbacées comme le pissenlit et d’arbrisseaux comme la véronique elliptique Hebe elliptica, scrophulariacée. Plus récemment, Tomasevic (2004) mentionne que le chardonnet à menton noir prélève aussi des graines du pin Pinus radiata au Chili. Archuby et al. (2007) ont analysé les contenus d’estomacs de 28 spécimens, en automne, dans le nord de la Patagonie et ont trouvé onze types d’aliments (sept d’origine végétale et quatre d’origine animale). La proportion de plantes est prédominante à 85,5 % du poids total et correspond aux familles des brassicacées Camelina microcarpa et Sisymbrium sp., astéracées Anthemis sp., chénopodiacées Chenopodium sp. et Salsola kali, Solanacées Solanum sp. Les graines des brassicacées sont les plus abondantes. La part animale est représentée par des insectes (14,2 %) appartenant aux ordres des diptères (larves) et des homoptères (psyllidés et aphadidés). Les aphadidés correspondent à Pterocomma populeum dans de nombreux échantillons.
D’autres plantes ont été mentionnées par Ottaviani (2011) comme des bourgeons et des graines de saules, bouleaux, sédums, séneçons, oseilles et genêts mais de nouvelles plantes ont également été répertoriées, photos à l’appui : des graines de Lepidium draba, brassicacée et de Chiliotrichum diffusum, astéracée ainsi que les fructifications d’une rosacée du genre Acaena.

## Mœurs
Hors période de nidification, il peut constituer des troupes d’une centaine d’individus, parfois associées à des chardonnets de Magellan au Chili et à d’autres granivores comme le bruant chingolo Zonotrichia capensis et un phrygile Phrygilus sp. Au Chili, il fréquente les bois et les zones arbustives entre 0 et 2 600 m d’altitude mais il visite aussi les parcs des villes. Il forme de petits groupes même en période de reproduction mais constitue des troupes plus importantes en hiver. Les mâles sont de bons chanteurs en saison de nidification et les troupes restent également bruyantes.

### Reproduction
Sur l’île Carcass dans l’archipel des Malouines, la période de nidification a lieu de septembre à décembre. Les nids sont placés à 1,80-2,00 m de hauteur dans la fourche d’un gros buisson mais parfois plus bas dans une touffe d’herbe des pampas. Le nid est une coupe bien structurée d’herbes sèches, de fines racines, de mousses et de lichens avec un épais revêtement intérieur de fibres végétales, de crin et de laine de mouton. Le nid contient trois à cinq œufs blanc rosé finement tachetés de brun roux et de brun noir (Woods 1982, 1988).

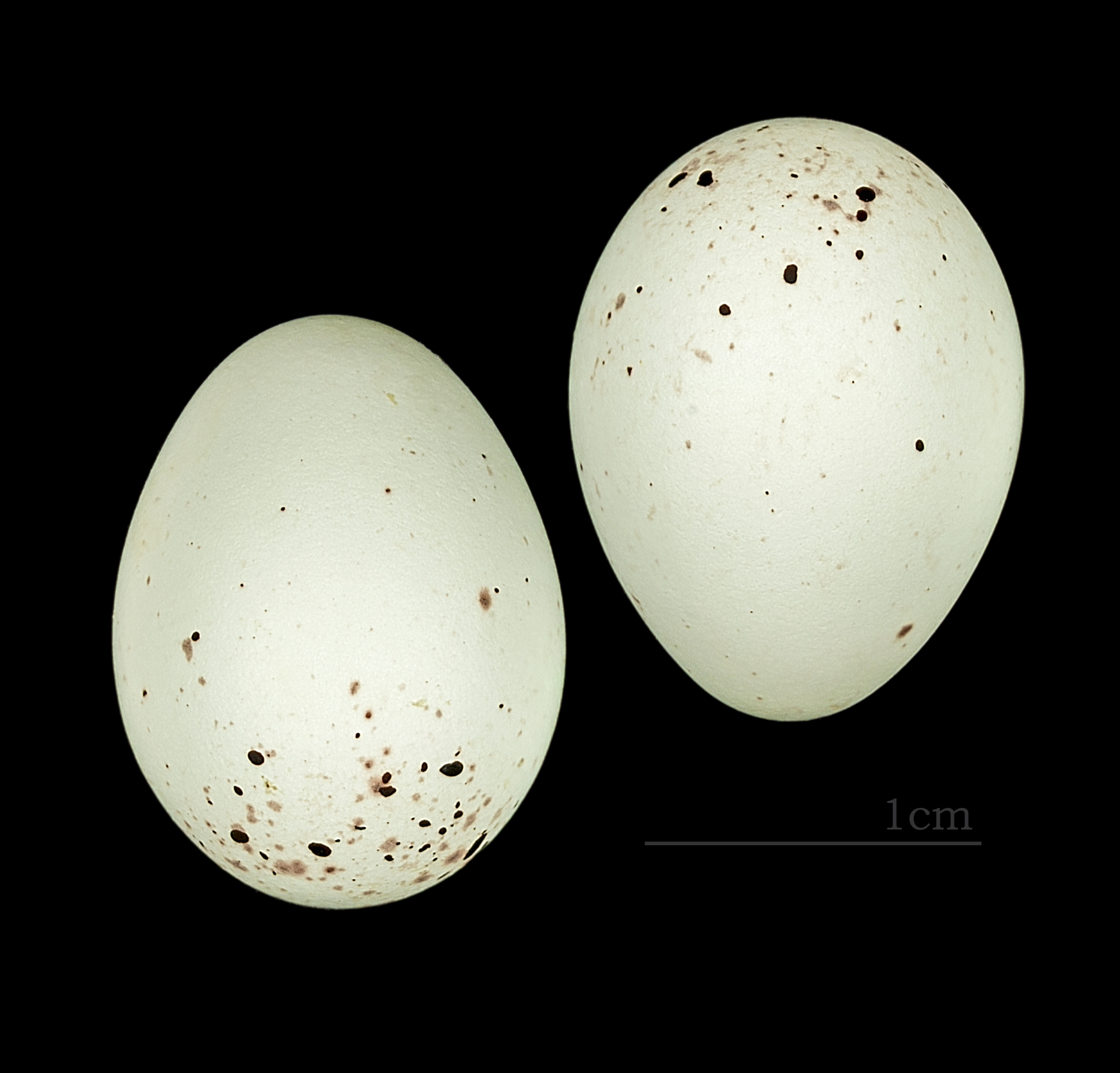
Œufs de Chardonneret à menton noir Muséum de Toulouse

## Prédation
Astié (2003) rapporte le second cas (la première donnée datant de 1929) de parasitisme de couvée du chardonnet à menton noir par le Vacher luisant (Molothrus bonariensis). Rojas et al., (2004) ont montré que ce chardonnet fait partie du régime alimentaire (à 97,8 % d’oiseaux) de l’Épervier du Chili (Accipiter chilensis) dans une forêt de Nothofagus du nord de la Patagonie.

## Statut
L’espèce est considérée comme commune à travers son aire continentale. Sur les îles Malouines, la principale menace vient de l’introduction de différentes espèces herbivores dont la pâture rase les plantes herbacées indispensables à l’alimentation des chardonnets.

## Répartition et habitat

### Répartition
Son aire s'étend à travers le Chili, la Patagonie et les îles Malouines.

### Habitat
Le chardonneret à menton noir est un hôte plutôt montagnard (rarement au-dessous de 1 500 m) de la zone tempérée des régions andines du sud de l’Amérique du Sud et des îles Malouines. Il habite les forêts mixtes, surtout de conifères Araucaria sp., Pinus sp., Austrocedrus chilensis et de feuillus Nothofagus sp., les bosquets et les zones plus ouvertes parsemées de buissons, de broussailles, de friches et de plantes herbacées en terrain plus ou moins escarpé. Dans le sud de l’Argentine (Patagonie) et du Chili (Magallanes), l’espèce est inféodée aux boisements ouverts de hêtres antarctiques Nothofagus sp.
Dans les îles Malouines, l’espèce était commune dans les zones plantées d’arbres et de buissons, et parsemées de touffes d’herbes Poa flabellata. Elle semblait même en augmentation d’effectifs depuis que des opérations de reboisement aient été entreprises il y a plusieurs décennies. Elle était commune dans les îles Malouines de l’Ouest en raison de la végétation de type bocage mais l’extension de l’élevage des moutons a eu des répercussions catastrophiques sur ces habitats d’où une forte régression de l’espèce dans ce secteur des îles.

## Systématique
L'espèce a été décrite par le naturaliste chilien Juan Ignacio Molina en 1782, sous le nom initile de Fringilla barbata.

### Taxonomie
Le chardonnet à menton noir est classiquement considéré comme une espèce monotypique mais Woods (1988) avait suggéré que les populations vivant dans l’archipel des Malouines pourraient constituer une sous-espèce différente. Comme il ne semble pas exister de différences dans la coloration du plumage (spécimens du muséum de Paris) et dans la biométrie, seule une étude génétique comparative serait décisive.

## Galerie

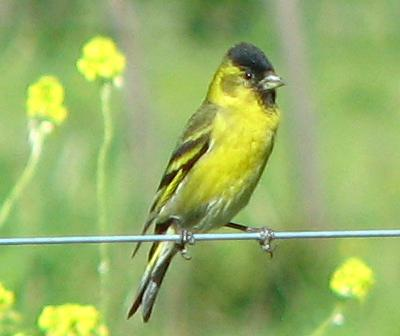
♂
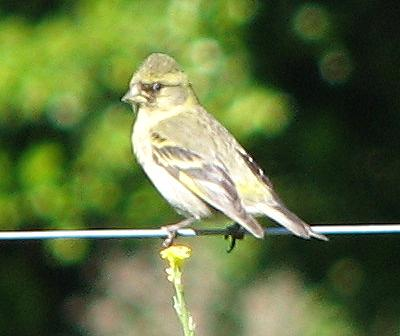
♀